# Triplectides obsoletus
Triplectides obsoletus är en nattsländeart som först beskrevs av Mclachlan 1862.  Triplectides obsoletus ingår i släktet Triplectides och familjen långhornssländor. Inga underarter finns listade i Catalogue of Life.